# (3790) Raywilson
(3790) Raywilson est un astéroïde de la ceinture principale découvert le 26 octobre 1937 par l'astronome allemand Karl Wilhelm Reinmuth. Le lieu de découverte est Heidelberg (024). Sa désignation provisoire était 1937 UE.
Sa distance minimale d'intersection de l'orbite terrestre est de 1,641259 ua.